# Občina Alfatar
Občina Alfatar je majhna občina v provinci Silistra na severovzhodu Bolgarije. Leži na območju južne Dobrudže, približno 15 km južno od reke Donave. Ime je dobil po upravnem središču – mestu Alfatar.
Občina zajema 248,57 km² ozemlja  na katerem živi 3.324 prebivalcev (december 2009). 

## Naselja
Občino Alfatar sestavlja 7 krajev:
| Mesto / vas  | Bolgarsko ime | Prebivalstvo (December 2009) |
| ------------ | ------------- | ---------------------------- |
| Alfatar      | Алфатар       | 1.714                        |
| Alekovo      | Алеково       | 578                          |
| Bistra       | Бистра        | 367                          |
| Čukovec      | Чуковец       | 287                          |
| Kutlovitsa   | Кутловица     | 77                           |
| Car Asen     | Цар Асен      | 191                          |
| Vasil Levski | Васил Левски  | 110                          |
| Skupaj       |               | 3.324                        |

## Prebivalstvo
V občini Alfatar prevladujejo Bolgari, sledijo jim Turki in Romi. Po popisu prebivalstva leta 2011 je prevladovala populacija pravoslavcev.
| Narodna sestava Občine Alfatar (2011) | Narodna sestava Občine Alfatar (2011) | Narodna sestava Občine Alfatar (2011) | Narodna sestava Občine Alfatar (2011) | Narodna sestava Občine Alfatar (2011) |
| ------------------------------------- | ------------------------------------- | ------------------------------------- | ------------------------------------- | ------------------------------------- |
|                                       |                                       |                                       |                                       |                                       |
| Bolgari                               | Bolgari                               |                                       | 73.6%                                 | 73.6%                                 |
| Turki                                 | Turki                                 |                                       | 15.1%                                 | 15.1%                                 |
| Romi                                  | Romi                                  |                                       | 11.0%                                 | 11.0%                                 |
| Ostali                                | Ostali                                |                                       | 0.3%                                  | 0.3%                                  |

| \| Verska sestava v Občini Alfatar [6] \| Verska sestava v Občini Alfatar [6] \| Verska sestava v Občini Alfatar [6] \| Verska sestava v Občini Alfatar [6] \| Verska sestava v Občini Alfatar [6] \| \| ----------------------------------- \| ----------------------------------- \| ----------------------------------- \| ----------------------------------- \| ----------------------------------- \| \| \| \| \| \| \| \| Pravoslavni kristjani \| Pravoslavni kristjani \| \| 68,8% \| 68,8% \| \| Rimokatoliki \| Rimokatoliki \| \| 0.0% \| 0.0% \| \| Protestanti \| Protestanti \| \| 0.1% \| 0.1% \| \| Islamska .vera \| Islamska .vera \| \| 20.2% \| 20.2% \| \| Neverni \| Neverni \| \| 4.9% \| 4.9% \| \| Ostali \| Ostali \| \| 6.0% \| 6.0% \| |                       |  |       |       |
| Verska sestava v Občini Alfatar |                       |  |       |       |
| |                       |  |       |       |
| Pravoslavni kristjani | Pravoslavni kristjani |  | 68,8% | 68,8% |
| Rimokatoliki | Rimokatoliki          |  | 0.0%  | 0.0%  |
| Protestanti | Protestanti           |  | 0.1%  | 0.1%  |
| Islamska .vera | Islamska .vera        |  | 20.2% | 20.2% |
| Neverni | Neverni               |  | 4.9%  | 4.9%  |
| Ostali | Ostali                |  | 6.0%  | 6.0%  |

## Upad prebivalstva
|      | Prebivalstvo | Rojstva | Smrti | Naravni prirast | Rodnost (‰) | Smrtnost (‰) |
| ---- | ------------ | ------- | ----- | --------------- | ----------- | ------------ |
| 2000 | 4.313        | 38      | 91    | -53             | 8,8         | 21,0         |
| 2001 | 3.927        | 29      | 92    | -63             | 7,4         | 23,4         |
| 2002 | 3.813        | 18      | 90    | -72             | 4,7         | 23,6         |
| 2003 | 3.725        | 26      | 95    | -69             | 7,0         | 25,5         |
| 2004 | 3.655        | 23      | 80    | -57             | 6,3         | 21,9         |
| 2005 | 3.629        | 18      | 85    | -67             | 5,0         | 23,4         |
| 2006 | 3.544        | 18      | 91    | -73             | 5,1         | 25,7         |
| 2007 | 3.451        | 19      | 74    | -55             | 5,5         | 21,4         |
| 2008 | 3.390        | 20      | 68    | -48             | 5,9         | 20,1         |
| 2009 | 3.324        | 34      | 80    | -46             | 10,2        | 24,1         |
| 2010 | 3.241        | 10      | 64    | -54             | 3,1         | 19,7         |
| 2011 | 3.020        | 23      | 64    | -41             | 7,6         | 21,2         |
| 2012 | 2.952        | 15      | 74    | -59             | 5,1         | 25,1         |
| 2013 | 2.892        | 14      | 64    | -50             | 4,8         | 22,1         |
| 2014 | 2.812        | 18      | 79    | -61             | 6,4         | 28,1         |
| 2015 | 2.761        | 13      | 65    | -52             | 4,7         | 23,5         |
| 2016 | 2.704        | 21      | 69    | -48             | 7,8         | 25,5         |
| 2017 | 2.690        | 23      | 64    | -41             | 8,6         | 23,8         |
| 2018 | 2.655        | 15      | 77    | -62             | 5,6         | 29,0         |